# Yang Jian
Yang Jian 杨健 (Sichuan, 10 giugno 1994) è un tuffatore cinese.
Ha vinto la medaglia d'oro ai Mondiali di Gwangju 2019 nella piattaforma 10 metri e la medaglia d'argento alle Olimpiadi di Tokyo 2020 nella stessa specialità.

## Palmarès
- Giochi olimpici

Tokyo 2020: argento nella piattaforma 10 m.
- Mondiali:

Budapest 2017: bronzo nella piattaforma 10 m.
Gwangju 2019: oro nella piattaforma 10 m e nella gara a squadre.
Budapest 2022: oro nella piattaforma 10 m.
- Giochi asiatici

Incheon 2014: argento nella piattaforma 10 m
Giacarta 2018: oro nella piattaforma 10 m.
- Vincitore della Coppa del Mondo della piattaforma 10 m nel 2014 e nel 2022